# Устюговка
Устюго́вка (рос. Устюговка, башк. Устюговка) — присілок у складі Іглінського району Башкортостану, Росія. Входить до складу Красновосходської сільської ради.
Населення — 38 осіб (2010; 42 в 2002).
Національний склад:
- росіяни — 93 %